# Хофман, Людвиг (футболист)
Людвиг Хофман (нем. Ludwig Hofmann, 9 июня 1900, Мюнхен — 10 октября 1935, Мюнхен) — немецкий футболист, играл на позиции нападающего. По завершении игровой карьеры — футбольный тренер. Выступал за мюнхенскую «Баварию» и национальную сборную Германии.

## Клубная карьера
Во взрослом футболе дебютировал в 1916 году выступлениями за команду «Бавария», цвета которой и защищал на протяжении всей своей карьеры, длившейся семнадцать лет.

## Выступления за сборную
В 1926 году дебютировал в официальных матчах в составе национальной сборной Германии. В течение карьеры в национальной команде, которая длилась 6 лет, провел в форме главной команды страны 18 матчей, забив 4 гола. Был участником футбольного турнира на Олимпийских играх 1928 года.

### Голы за сборную
| #  | Дата             | Место                                   | Соперник | Счёт | Результат | Турнир            |
| -- | ---------------- | --------------------------------------- | -------- | ---- | --------- | ----------------- |
| 1. | 23 октября 1927  | Альтонаер, Гамбург, Германия            | Норвегия | 5-2  | 6–2       | Товарищеский матч |
| 2. | 16 сентября 1928 | Грундиг-Штадион, Нюрнберг, Германия     | Дания    | 2-1  | 2–1       | Товарищеский матч |
| 3. | 28 сентября 1930 | Хайнц-Штайер-Штадион, Дрезден, Германия | Венгрия  | 1–3  | 5–3       | Товарищеский матч |
| 4. | 28 сентября 1930 | Хайнц-Штайер-Штадион, Дрезден, Германия | Венгрия  | 2-3  | 5–3       | Товарищеский матч |

## Карьера тренера
Начал тренерскую карьеру вскоре после завершения карьеры игрока, в 1934 году, возглавив тренерский штаб клуба «Бавария», однако уже в следующем году заболел менингитом и 10 октября 1935 умер из-за этой болезни на 36-м году жизни.